# Station Hubberts Bridge
Hubberts Bridge is een spoorwegstation van National Rail in Hubberts Bridge, Boston in Engeland. Het station is eigendom van Network Rail en wordt beheerd door East Midlands Railway. 